# 雲南市立病院
雲南市立病院 （うんなんしりつびょういん）は、島根県雲南市にある医療機関。雲南市病院事業の設置等に関する条例（平成22年12月24日条例第68号）に基づき設置された国民健康保険直営の病院である。旧公立雲南総合病院。公立雲南総合病院組合（雲南市、奥出雲町、飯南町の一部事務組合）の解散にともない、2011年4月1日より雲南市営の病院となった。

## 診療科
- 内科
- 地域ケア科　プライマリ・ケア
- 糖尿病科
- 血液内科
- 呼吸器科
- 神経内科
- 循環器科
- リウマチ・膠原病科
- 小児科
- 外科
- 整形外科
- 脳神経外科
- 皮膚科
- 泌尿器科
- 産婦人科
- 眼科
- 耳鼻咽喉科
- 放射線科
- 麻酔科
- リハビリテーション科
- 精神科
- 歯科口腔外科

## アクセス
- JR西日本木次線出雲大東駅より徒歩2分。
- 雲南市民バス「雲南市立病院」で下車。